# Calamothespis rourei
Calamothespis rourei är en bönsyrseart som beskrevs av Lucien Chopard 1941. Calamothespis rourei ingår i släktet Calamothespis och familjen Toxoderidae. Inga underarter finns listade i Catalogue of Life.